# Opatovice (zaniklá osada)
Opatovice byla středověká vesnice, která se nacházela v severovýchodní části katastru obce Hrušky v trati Opatovské, přibližně 2 km severně od středu obce v nadmořské výšce cca 180 m. Jednalo se o jednu z nejstarších doložených osad v prostoru nad soutokem Moravy a Dyje, kromě opevněných center v Břeclavi, Hodoníně a Podivíně. První zmínka o Opatovicích pochází z roku 1141, kdy patřily k břeclavskému kostelu. Vesnice zanikla mezi lety 1437 a 1512. Význam této lokality spočívá především v objevu dosud neznámé sakrální stavby, která nebyla v písemných pramenech zaznamenána, ale byla identifikována díky moderním geofyzikálním průzkumům.

## Historie
První písemná zmínka o Opatovicích pochází z roku 1141, kdy je uváděna jako ves patřící k břeclavskému kostelu. Společně s Mikulčicemi a Těšicemi se jedná o nejstarší doložené osady v prostoru nad soutokem Moravy a Dyje, kromě opevněných center v Břeclavi, Hodoníně a Podivíně. Na začátku 14. století byla ves biskupským lénem a měla 28 lánů a 9 podsedků. Je připomínána osedlá ještě k roku 1437, kdy ji vlastnil Artléb ze Zástřizl. K roku 1512 ji Proček ze Zástřizl a na Ždánicích již jako pustou prodal Heraltovi Kunovi z Kunštátu. Jako pustá je uváděna ještě v roce 1542.

## Archeologický výzkum

### Geofyzikální průzkum
V roce 2013 byl na lokalitě proveden geofyzikální průzkum, jehož primárním cílem bylo ověření existence příkopu, který obepínal vesnici. Tento příkop byl zaznamenán na historických mapách z období druhého a třetího vojenského mapování (1841 a 1882), ale postupně byl zlikvidován zemědělskými úpravami. Pro průzkum byla zvolena metoda magnetometrie, která je vhodná k detekci sídlištních struktur. Průzkum byl realizován fluxgate magnetometrem Foerster Ferex 4.032 DLG, konstruovaným jako gradiometr s vertikální vzdáleností senzorů 0,65 m. Magnetometrickým průzkumem byl kromě příkopu identifikován pravoúhlý objekt orientovaný delší osou ve směru východ-západ, který vykazoval záporné magnetické anomálie, což naznačovalo, že jde o objekt konstruovaný z kamene. Následně byl proveden průzkum metodou georadaru, který potvrdil existenci kamenné sakrální stavby na nejvýše položeném místě lokality. Jednalo se o jednolodní kostel obdélného půdorysu s obdélným kněžištěm o celkových rozměrech přibližně 16 × 9 m. Délka lodi činila cca 11 m, šířka cca 9 m a rozměry kněžiště byly přibližně 5 × 6 m.

### Archeologické nálezy
Při povrchové prospekci v místech georadarového průzkumu bylo zaměřeno celkem 415 kamenů, z nichž některé nesly zbytky malty. Koncentrace kamenů odpovídala zachyceným základům sakrální stavby. V okolí byly identifikovány také zlomky lebečních kostí, které byly předběžně určeny jako lidské, což potvrzuje existenci hřbitova kolem kostela. Díky vrtné sondáži bylo zjištěno, že orničná vrstva na lokalitě dosahuje tloušťky 0,8-0,9 m, což je výrazně více než na jiných pravěkých i raně středověkých lokalitách v regionu. V místech kostela byly zachyceny základy zdiva severní zdi lodi i východní zdi apsidy a maltová kra uvnitř u zdi apsidy. Při průzkumu detektorem kovů byly na lokalitě nalezeny mince z 12.-15. století, převážně ražby Václava II., Karla IV. a markraběte Jošta. Soubor železných předmětů naznačuje, že osada mohla zaniknout v souvislosti s válečným konfliktem Jiřího z Poděbrad a Matyáše Korvína ve 2. polovině 15. století.

## Současný stav
V současnosti se lokalita zaniklé středověké vesnice Opatovice nachází na zemědělsky využívaných pozemcích a je každoročně kultivována hlubokou orbou, diskováním apod. Levá strana (na levém břehu bývalého potoka) je zčásti narušena polní komunikací. Pravá strana je vymezena zatravněnou a křovím porostlou mezí. Prostor vesnice je na jihozápadní straně ohraničen polní cestou a na zbytku travnatým pruhem. V terénu nejsou patrné žádné výrazné stopy po zástavbě a původní vodoteč je dnes svedena do trubek. Díky moderním metodám dálkového průzkumu Země, zejména technologii LIDAR, jsou však patrné stopy po středověkém osídlení, které nejsou běžným pozorováním v terénu zjistitelné. Objevená sakrální stavba a přilehlé pohřebiště jsou ohroženy hlubokou orbou, která narušuje základové zdivo v hloubce 0,4 m od dnešního povrchu.